# Gurghiu (Mureș)
Pour les articles homonymes, voir Gurghiu.
Gurghiu (Görgényszentimre en hongrois, Görgen en allemand) est une commune roumaine du județ de Mureș, dans la région historique de Transylvanie et dans la région de développement du Centre.

## Géographie
La commune de Gurghiu est située au nord-est du județ, dans la vallée du Gurghiu, affluent de la rive droite du Mureș, au pied des Monts Gurghiu (le point culminant de la commune est le Mont Selesele (1 312 m) qui se trouve sur le territoire du village de Glăjărie). Gurghiu est située à 13 km à l'est de Reghin et à 47 km au nord-est de Târgu Mureș, le chef-lieu du județ.
La municipalité est composée des dix villages suivants (population en 2002) :
- Adrian (318) ;
- Cașva (570) ;
- Comori (237) ;
- Fundoaia (138) ;
- Glăjărie (1 800) ;
- Gurghiu (2 004), siège de la commune ;
- Larga (125) ;
- Orșova (752) ;
- Orșova-Pădure (171) ;
- Păuloaia (269).

## Histoire
La première mention écrite du village date de 1248 sous le nom de Gurgen. Elle était alors le siège d'un joupanat transylvain régi par le jus valachicum, orthodoxe et roumanophone (oláhszég, vlaška, vlašina...). Ces « valachies » sont plus savamment appelées « Romanies populaires » par les historiens.
La commune de Gurghiu a appartenu à la principauté de Transylvanie, vassale du royaume de Hongrie, puis de l'Empire ottoman au XVIe siècle, de l'empire des Habsbourg à partir de 1699 (traité de Karlowitz) et enfin de l'empire d'Autriche, avant de rejoindre en 1867 la Grande Hongrie au sein de la double monarchie austro-hongroise. La commune est alors rattachée au comitat de Maros-Torda. Peu après, un chemin de fer forestier à voie étroite est construit : il a fonctionné jusqu'en 1996 avant d'être remplacé par une route.
La commune de Gurghiu devient roumaine en décembre 1918, lors de la désagrégation de l'Autriche-Hongrie, quand la Transylvanie proclame son union avec la Roumanie, reconnue en 1920 au Traité de Trianon. Après le second arbitrage allemand de Vienne, elle est occupée par la Hongrie de 1940 à 1944, période durant laquelle sa communauté juive roumaine fut exterminée par les « Croix-Fléchées ». La commune est redevenue roumaine en 1945.

## Politique
Le conseil municipal de Gurghiu compte 15 sièges de conseillers municipaux. À l'issue des élections municipales de juin 2008, Laurențiu Dumitru Boar (PNL) a été élu maire de la commune.
| Parti                                      | Nombre de conseillers |
| ------------------------------------------ | --------------------- |
| Parti national libéral (PNL)               | 10                    |
| Union démocrate magyare de Roumanie (UDMR) | 4                     |
| Parti démocrate-libéral (PD-L)             | 1                     |

## Religions
En 2002, la composition religieuse de la commune était la suivante :
- Chrétiens orthodoxes, 65,94 % ;
- Catholiques romains, 27,45 % ;
- Réformés, 2,94 % ;
- Catholiques grecs, 1,64 % ;
- Pentecôtistes, 11,7 % ;
- Adventistes du septième jour, 0,92 %.

## Démographie
Le village compte une importante minorité sicule, notamment présente dans le village de Glăjărie où elle est même majoritaire à l'heure actuelle et dans celui de Gurghiu (où elle était majoritaire au début du XXe siècle.
En 1910, la commune comptait 3 669 Roumains (60,05 %), 2 326 Hongrois (38,07 %) et 30 Allemands (0,49 %).
En 1930, on recensait 4 046 Roumains (62,60 %), 1 778 Hongrois (27,51 %), 90 Juifs (1,39 %) et 535 Tsiganes (8,28 %).
En 2002, 4 249 Roumains (66,55 %) côtoient 1 839 Hongrois (28,80 %) et 293 Tsiganes (4,58 %). On comptait à cette date 2 066 ménages et 1 985 logements.
| 1850  | 1880  | 1900  | 1910  | 1930  | 1956  | 1977  | 1992  | 2002  |
| ----- | ----- | ----- | ----- | ----- | ----- | ----- | ----- | ----- |
| 4 174 | 4 793 | 5 882 | 6 110 | 6 463 | 6 651 | 6 929 | 6 763 | 6 384 |

| 2007  | - | - | - | - | - | - | - | - |
| ----- | - | - | - | - | - | - | - | - |
| 6 230 | - | - | - | - | - | - | - | - |

## Économie
L'économie de la commune repose sur l'agriculture, l'élevage, l'exploitation des forêts, la transformation du bois et le tourisme cynégétique.

## Communications

### Routes
Gurghiu se trouve sur la route régionale qui remonte la vallée du Gurghiu de Reghin à Lâpușna.

## Lieux et monuments
- Gurghiu, château Bornemisza de 1733, musée de la chasse.

- Gurghiu, ruines d'un château fort de 1248.

- Gurghiu, arboretum datant de 1740 et créé par la famille Bornemisza.

- Gurghiu, église réformée de 1760.

- Cașva, monastère de Tous les Saints (Tuturor Sfintilor) fondé en 1476.

- Glăjărie, Mont Selesele (Varful Selesele), 1 312 m d'altitude.